# 自由廣場一號 (費城)
自由廣場一號（英語：One Liberty Place）是位於美國賓夕法尼亞州費城的一座摩天大樓，高288公尺，1987年完工。與鄰近的自由廣場二號構成自由廣場雙塔。

## 历史
自由廣場一號由建築師赫爾穆特·賈恩設計，61層樓，於1987年完工。自由廣場一號在康卡斯特中心建成之前是費城的第一高樓。比鄰的自由廣場二號（Two Liberty Place）高258公尺，1990年完工。

## 外部連結
- One Liberty Place （页面存档备份，存于）
- One Liberty Place （页面存档备份，存于） on CTBUH Skyscraper Center